# Georges Romain
Georges Romain (* 12. Dezember 1969) ist ein seychellischer Politiker der Linyon Demokratik Seselwa (LDS), der unter anderem Mitglied der Nationalversammlung ist.

## Leben
Georges Romain begann 1989 eine berufliche Tätigkeit bei der Fluggesellschaft Air Seychelles und arbeitete später für Reisebüros sowie Reiseveranstalter wie Mason’s Air Travel, Orchid Travel, Seashell Travel und zuletzt bei SilverPearl Tours and Travel, wo er die Rolle des Geschäftsführers übernahm. Danach war er als General Sales Agent für die Fluggesellschaft Kenya Airways tätig und wurde 2003 Reisebereiter bei dem im Vereinigten Königreich ansässigen internationalen Reisebüro American Express.
Nach seiner Rückkehr auf die Seychellen wurde Romain bei der Parlamentswahl am 20. /22. Oktober 2020 für die Demokratische Allianz/Union der Seychellen LDS (Linyon Demokratik Seselwa) im Wahlkreis „Anse Etoile“ zum Mitglied der Nationalversammlung. In der aktuellen siebten Legislaturperiode (2020 bis 2025) ist er Mitglied des Finanz- und Rechnungsprüfungsausschusses (Finance and Public Accounts Committee), des Ausschusses für Medien, Jugend, Sport und Kultur (Media, Youth, Sports & Culture Committee) sowie Mitglied der Organisation der Rechnungsprüfungsausschüsse der Entwicklungsgemeinschaft des südlichen Afrika SADCOPAC (Southern Africa Development Community Organisation of Public Accounts Committees).

## Weblink
- Hon. Georges Romain. In: Homepage der Nationalversammlung. Abgerufen am 17. Dezember 2024 (englisch).